# Samura Kamara

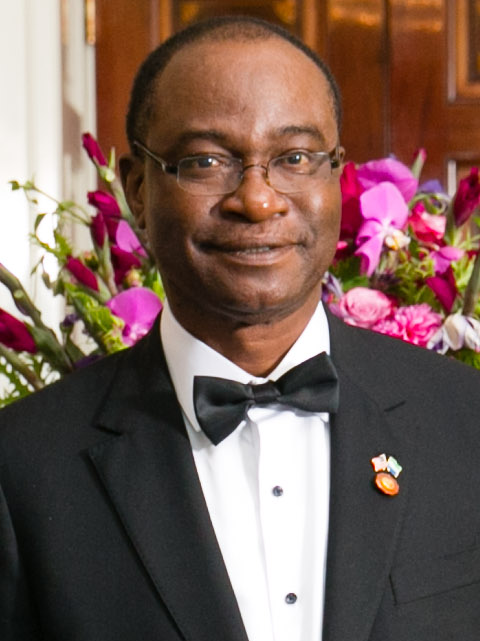
Samura Kamara

Samura Matthew Wilson Kamara (* 30. April 1951 in Kamalo) ist ein sierra-leonischer Wirtschaftswissenschafter und Politiker des All People’s Congress (APC). Er war von 2012 bis Anfang 2018 Außenminister seines Landes und zuvor Finanzminister seit 2009. Zwischen 2007 und 2009 war Kamara Gouverneur der Bank of Sierra Leone.
Er war Kandidat bei der Präsidentschaftswahl 2018, nachdem er am 15. Oktober 2017 von Staatspräsident Ernest Koroma als sein Wunschnachfolger benannt wurde. Bei der notwendig gewordenen Stichwahl unterlag er am 31. März Julius Maada Bio. Kamara tritt auch bei der Präsidentschaftswahl im Juni 2023 als Kandidat der APC als führender Oppositionskandidat an. Dabei forderte er eine Woche vor der Wahl den Rücktritt der Wahlkommissare, da diese nicht in der Lage seien, faire und freie Wahlen zu gewährleisten, und forderte, diese durch ein international akkreditiertes Team zu ersetzen. Bei der Präsidentschaftswahl 2023 unterlag Kamara, erneut im ersten Wahlgang, mit diesmal 41,2 % der Stimmen.
Kamara ist gläubiger Christ und gehört der Volksgruppe der Loko an. Er hat die Bildungsabschlüsse Master (1980) und Doktor (1986) des University College of North Wales und einen B. Sc. der University of Sierra Leone (Fourah Bay College) in Wirtschaftswissenschaften (1972).